# 永旺塔
永旺塔，位于中国河北省唐山市马兰峪，为唐山市遵化市的一个省级文物保护单位，类型为古建筑，公布时间为1982年7月23日。
永旺塔的历史年代为明代。